# Escola Espanyola d'Història i Arqueologia a Roma
L'Escola Espanyola d'Arqueologia i Història a Roma (EEHAR) és una institució cultural espanyola amb seu a Roma, Itàlia, que depèn del Consell Superior d'Investigacions Científiques, dedicada a la recerca històrica en relació amb la pròpia història d'Itàlia, així com a la derivada de la presència hispana en aquell país, i encarregada de la custòdia del patrimoni espanyol allà.
El centre està adscrit a la Unione Internazionale degli Istituti di Archeologia, Storia e Storia dell'Arte in Roma, a la Unione Romana Biblioteche Scientifiche i a la Associazione Internazionale di Archeologia Classica.

## Història
L'escola es va crear mitjançant Decret el 3 de juny de 1910, dins del projecte del Centre d'Estudis Històrics i a proposta de la Junta per a l'Ampliació d'Estudis. Sota l'impuls de Rafael Altamira, després del segon congrés internacional d'història celebrat a Roma el 1903, comença a valorar-se la necessitat d'estar present a Itàlia per poder accedir a l'ampli fons documental situat en aquest país i conèixer de primera mà el desenvolupament de l'art i la història espanyola en la seva relació amb la cultura italiana.
Ramón Menéndez Pidal va ser el seu primer director. Es va establir al Palazzo di Monserrato i va començar a editar la revista científica Itàlica. Quaderns de Treball. L'activitat va quedar paralitzada fins al 1947, a conseqüència de les guerres mundials i la Guerra Civil Espanyola. Des de llavors ha desenvolupat una important labor de recerca, on destaquen les campanyes d'excavació en Gabii, el temple de Júpiter Stator al Fòrum Romà, les tasques arqueològiques des de 1994 a Túsculum, la recerca dels documents relacionats amb la història medieval d'Espanya a l'Arxiu Secret Vaticà, així com en altres arxius històrics italians, amb els quals també s'ha desenvolupat l'estudi de la Guerra Civil i les relacions hispano-italianes més recents, i els estudis de musicologia sobre Tomás Luis de Victoria i Cristóbal de Morales.
El 2007 realitzà el catàleg de la col·lecció d'art antic de l'Ambaixada d'Espanya a Roma, el projecte Tusculum i les recerques arqueològiques a Cartago, Tunísia.